# 海基·萨马尔拉赫蒂
海基·萨马尔拉赫蒂（芬蘭語：Heikki Sammallahti，1886年1月20日—1954年10月17日），芬兰男子竞技体操运动员。他曾代表芬兰获得1912年夏季奥运会体操比赛男子团体自由式银牌。他于1954年在科科拉去世。